# Vaso canopo de Mnevis

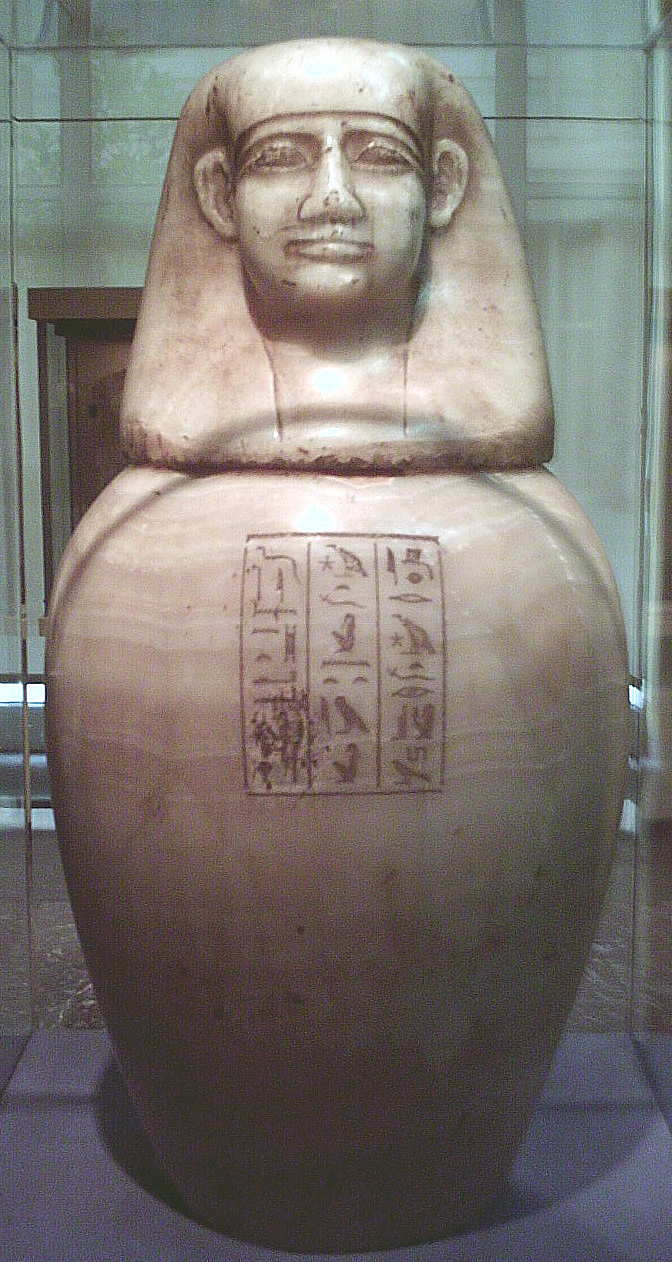
El vaso canopo de Mnevis, en el Museo Arqueológico Nacional de Madrid.

El vaso canopo de Mnevis es un vaso funerario de alabastro elaborado en la Dinastía XXVI, que transcurre del año 672 a 525 a. C., también denominada Saíta, por tener su capital en Sais; fue la última dinastía nativa que gobernó Egipto antes de la conquista persa. Se la considera el inicio del Periodo Tardío de Egipto (configuran este periodo las dinastías XXVI, XXVII, XXVIII, XXIX, XXX y XXXI). La pieza se exhibe de forma permanente en el Museo Arqueológico Nacional de Madrid, (España), con el número de inventario 1973/44/1

## Características
- Forma: Vaso canopo con cabeza humana.
- Técnica: tallado y pulido.
- Estilo: arte egipcio (Baja época).
- Material: alabastro (piedra veteada).
- Altura: 75 centímetros.

## Hallazgo y simbología
Un vaso canopo es el recipiente empleado en el Antiguo Egipto para depositar las vísceras de los difuntos, lavadas y embalsamadas, para mantener a salvo la imagen unitaria del cuerpo.Se introducían en una caja de madera que, durante el cortejo fúnebre, era transportada en un trineo.
En este caso el vaso alberga las vísceras de un toro, que era adorado en Heliópolis, capital del nomo XIII del Bajo Egipto, situada al nordeste de la ciudad de El Cairo (cerca del actual aeropuerto), un poco alejada de la ribera occidental del Nilo, a la que estaba conectada mediante un canal.
El vaso del dios-toro estaba relacionado con Atum, dios creador "El que existe por sí mismo", un dios solar en la mitología egipcia y en sus inscripciones se menciona a Neith, antigua diosa de la guerra y la caza, posteriormente creadora de dioses y hombres, divinidad funeraria, diosa de la sabiduría e inventora, que también aparece con el nombre de «Duamutef». 